# 高層建築物
高層建築物（こうそうけんちくぶつ、英: tower block, high rise）は、一定の高さ以上の建築物の区分。定義は各国の法制度や統計ごとに異なる。一定の空間をもつものは高層ビルともいう。
アパートメントビルは、人口密度の高い地域において技術的および経済的な利点があり、世界中のほぼすべての高密度都市地域で特徴的な住宅形態となっている。低層住宅や一戸建て住宅と対照的に、アパートメントブロックは単位面積あたりの居住者数を増やし、自治体のインフラコストを削減する。

## 概説
高層建築物の建設には莫大な富と労働力、高度な技術を必要とし（旧約聖書に登場する「バベルの塔」）、時の為政者が自らの権力の大きさを誇示するために用いてきた。また、かつては主に宗教的権威の象徴として、キリスト教のゴシック大聖堂や仏教の仏塔などが建設された。
16世紀の宗教改革以降、ヨーロッパでは国家の威信をかけた記念碑的な高層建築が進められた。19世紀末になると資本主義経済の発展によって企業が高層オフィスビル等を建設するようになり、高層建築物の世俗化・大衆化が進んだ。
高層建築物は国家間、都市間、都市内での競争の手段だったこともある。中世ヨーロッパでは各都市で大聖堂の尖塔や鐘楼などの建築競争がみられた。
経済面では高層建築物は土地から得られる利益を最大化するための方法とされ、特にマンハッタン、香港、シンガポールなど利用できる土地に限りのある地域では有効活用された。建物の高層化によって利益を上げることは古くから行われ、古代ローマのインスラのように投資対象になったものもある。しかし、土地利用の観点で高層建築物が本格的に利用されるようになったのは19世紀末のことであり、代表的なものにニューヨークやシカゴなどの都市にみられる摩天楼がある。
景観面では広範な場所から見える高層建築物は、都市のランドマークであり重要な景観要素となっている。

## 日本の高層建築物

### 定義
高層建築物は、高さによって建築物を区分する際の一区分であるが、具体的にどの範囲の高さの建築物を指すかについては種々の定義がある。制度上、中層建築物の定義がある場合はそれを超える高さを有する建築物を指し、超高層建築物の定義がある場合は中層と超高層の間の高さを有する建築物を指す。主要な定義には以下のものがある。
都市計画法施行令第6条第1項第7号では、一団地の住宅施設の都市計画については、住宅の低層、中層又は高層別の予定戸数を定めることとされており、実務上、低層は1 - 2階、中層は3 - 5階、高層は6階以上とされている。
建設省が1995年に策定した「長寿社会対応住宅設計指針」（建設省住備発第63号）においても、「6階以上の高層住宅にはエレベーターを設置するとともに、できる限り3 - 5階の中層住宅等にもエレベーターを設ける」と規定されており、6階以上が高層住宅とされている。指針であるので、法的拘束力は無いが、条例等策定の根拠となっている。
消防法第8条の2、電波法第102条の3では、高層建築物を「高さ31メートルを超える建築物」と定義している。この高さを超えると非常用エレベーターの設置義務が発生する（一部例外あり）。
建築基準法第20条では、高層建築物についての定義はない。ただし、高さ60メートルを境にして建築物の構造耐力について異なる基準を定めているため、高さ60メートルを超える建築物が超高層建築物であると解釈する場合がある。この場合には、高層建築物の上限は高さ60メートルであると考えることができる。ただし、超高層建築物はより高い建築物（高さ100メートル以上、高さ150メートル以上など）として定義されることもある。
地方公共団体では、条例などによって高層の定義をそれぞれ決めていることもある。

### 歴史
出雲大社の本殿は社伝によると初期創建当時には32丈（約96メートル）の高さであったという。その後、16丈（約48メートル）の高さにされ、11世紀から13世紀の間に11回倒壊したと伝えられている。法隆寺の五重塔（高さ31.5メートル）も約1500年ほど前に建てられた高層建築物である。東大寺の東塔、西塔はともに70メートル以上の高さの七重塔であったとされる。平安時代の1083年に建立された法勝寺の八角九重塔（室町時代に焼失）は約81メートルの高さであったと推定されている。
足利義満により建立が進められた京都相国寺の八角七重塔は、高さ360尺（約109メートル）あったとされる。1399年（応永6年）に完成したこの塔は、1403年（応永10年）、落雷によって焼失し、極めて短命であった。この後、義満は1404年、金閣寺付近に再び七重塔である北山大塔を建設。こちらも相国寺の大塔に匹敵する高さであったとみられている。
明治23年に建てられた高さ52メートルの浅草の凌雲閣が日本で最初の西洋式高層建築といえる。大阪にも明治21年に浪速区に建てられた高さ31メートルの眺望閣、明治22年に北区に建てられた高さ39メートルの凌雲閣があり、「キタの九階、ミナミの五階」と呼ばれた。

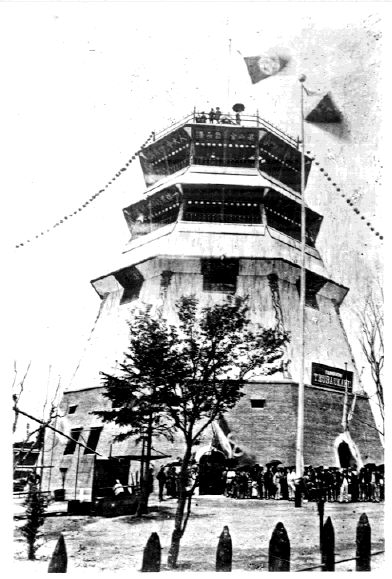
ミナミの五階「眺望閣」、1888年
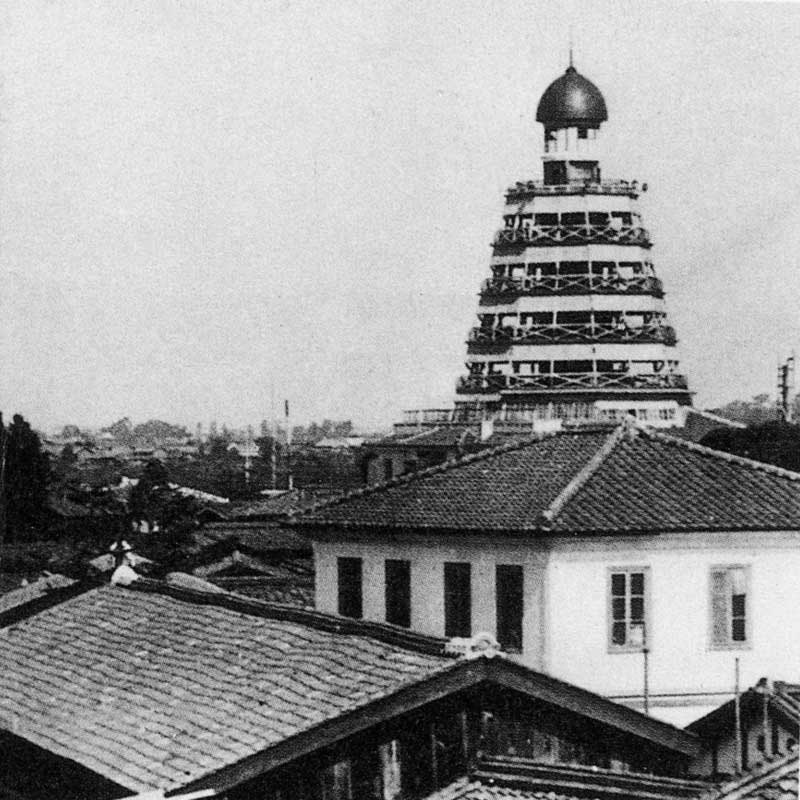
キタの九階「凌雲閣」、1889年
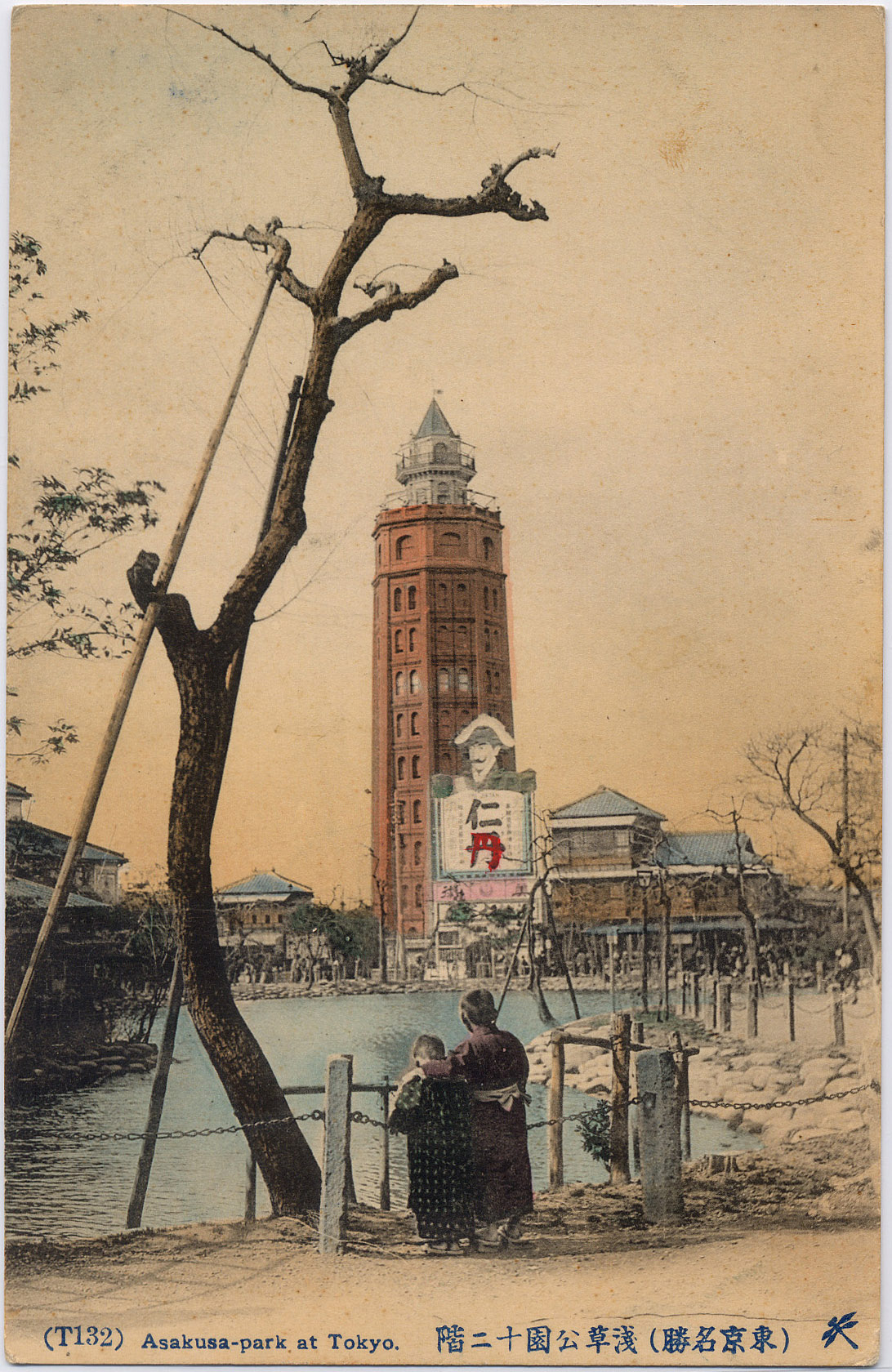
東京浅草の「凌雲閣」、1890年

## 中国の高層建築物
中国の新築住宅の統計（1999年変更後）では、1 - 3階を低層、4 - 6階を中低層、7 - 9階を中高層、10階以上を高層に区分している。

## 中間階機械室
マンションやホテル、オフィスビルなど10階建て以上の建築物では、建築設備上の要求から、中間階に空調設備やエレベータ設備のための機械室が設けられることがある。このような場合、通常の利用者はその階で乗降する必要はないので、旅客用エレベータは停止せずに素通りし、その階の表示もしていないケースが多い。このように、実際には存在していても、一般には利用されずにエレベーターの行き先にも表示されない階のことを「ゴーストフロア」と呼ぶことがある。
特に、13という数字は西洋文化圏で縁起の悪い数字であり、また13階は中間階機械室を設けるのに適した高さでもあることから、このような機械設備を13階に設け、通常の利用者が13階を利用しないようにすることも多い。この場合には、エレベーターの行き先にも「13階という表示がない」ことになる。例として、大宮ソニックシティビル、大阪駅前第3ビル、世界貿易センタービルなどがある。